# أوليغ ييفدوكيموف
أوليغ ييفدوكيموف (بالروسية: Евдокимов, Олег Григорьевич)‏ هو لاعب كرة قدم بيلاروسي في مركز الوسط، ولد في 25 فبراير 1994 في مينسك في بيلاروس. شارك مع منتخب بيلاروسيا تحت 21 سنة لكرة القدم ومنتخب بيلاروس لكرة القدم. أما مع النوادي، فقد لعب مع نادي مينسك ونيمان غرودنو.

## وصلات خارجية
- أوليغ ييفدوكيموف على موقع الاتحاد الأوربي (الإنجليزية)
- أوليغ ييفدوكيموف على موقع قاعدة بيانات كرة القدم.إي يو (الإنجليزية)
- أوليغ ييفدوكيموف على موقع ناشيونال فوتبول تيمز (الإنجليزية)
- أوليغ ييفدوكيموف على موقع Soccerway.com (الإنجليزية)
- أوليغ ييفدوكيموف على موقع عالم كرة القدم.نت (الإنجليزية)